# 폴라츠크 공항
폴라츠크 공항(벨라루스어: Аэрапорт Горад Полацк, 영어: Polotsk Airport)은 벨라루스 폴라츠크에 있는 공항이다.